# Bank van Lening ('s-Hertogenbosch)
De Bank van Leening is een voormalige Bank van lening aan de Schilderstraat in 's-Hertogenbosch en is een rijksmonument. Hoewel "bank van lening" een begrip is draagt het gebouw de naam "Bank van Leening" met twee e's. 

## Geschiedenis
Het gebouw werd in 1842 aanvankelijk gebouwd als een glasblazerij. 
Het officiële bouwjaar zoals bekend bij rijksmonumenten is 1854. Zij omschrijft het gebouw als volgt: 
'Bank van Lening'; uit 1854 daterend pand met boven het maaiveld gelegen begane grond en onder met blauwe pannen gedekt zadeldak tussen brede tuitgevels met vlechtingen.
In de voorgevel drie rondboognissen met profiellijst rond de bovenzijde en tracering in de boogvelden en met in middelste een dubbele deur met gedeeld 8-ruits bovenlicht en in elk der buitenste twee gekoppelde 8-ruits ramen; voor de deur een gemetselde dubbele trap met bordes en rondgesloten onderdoorgang naar de kelder; boven de deur een rond venster met gietijzeren tracering en met rond de bovenste helft 'Bank van Leening' en profiellijst.
In de zij- en achtergevel(s) getoogde vensters, waarin twee gekoppelde ramen met kleine, ruitvormige roedenverdeling en enige halfronde kelderlichten. Staafankers.
Het gehele pand is onderkelderd met tongewelven loodrecht op de zijmuren en met in het midden een gang met tongewelf en twee koepelgewelven; de kelder is vermoedelijk een restant van het middeleeuwse complex der Broeders des Gemene Levens. Zoldervloer met moerbalken op muurdammen. Noordelijk van de voorgevel een bij het pand behorende muur met ronde poort en het jaartal 1854.
Twaalf jaar later kwam het pand in handen van de Bank van Lening die verhuisden vanuit hun pand aan de Choorstraat waar tegenwoordig de Plebanie is gevestigd. Vooraf werd het gebouw aangepast aan de wensen van de bank. Zo werd de gevel opgewaardeerd en werd deze voorzien van de bordestrap en een roosvenster. Tot aan het begin van de jaren dertig stroomde een tak van de Binnendieze langs de rechtergevel tot deze gedempt werd.
In 1948 stopte de bank van lening en na een grondige verbouwing in 2007 is de dansafdeling van De Muzerije in het pand gevestigd. De Muzerije is na een tweetal naamswijzigingen omgedoopt tot Huis73 en heeft de Bank van Leening nog steeds in portefeuille. Het beheer verloopt via een samenwerking met een van de gebruikers  en in het pand worden diverse lessen gegeven zoals Ballet, Musical, Pilates, Tai Chi en Aerodance. Het gebouw vervult doorlopend een maatschappelijke en sociale functie met bijvoorbeeld de huisvesting van de Bossche Kleding- en speelgoedbank in het souterrain. 

## Galerij

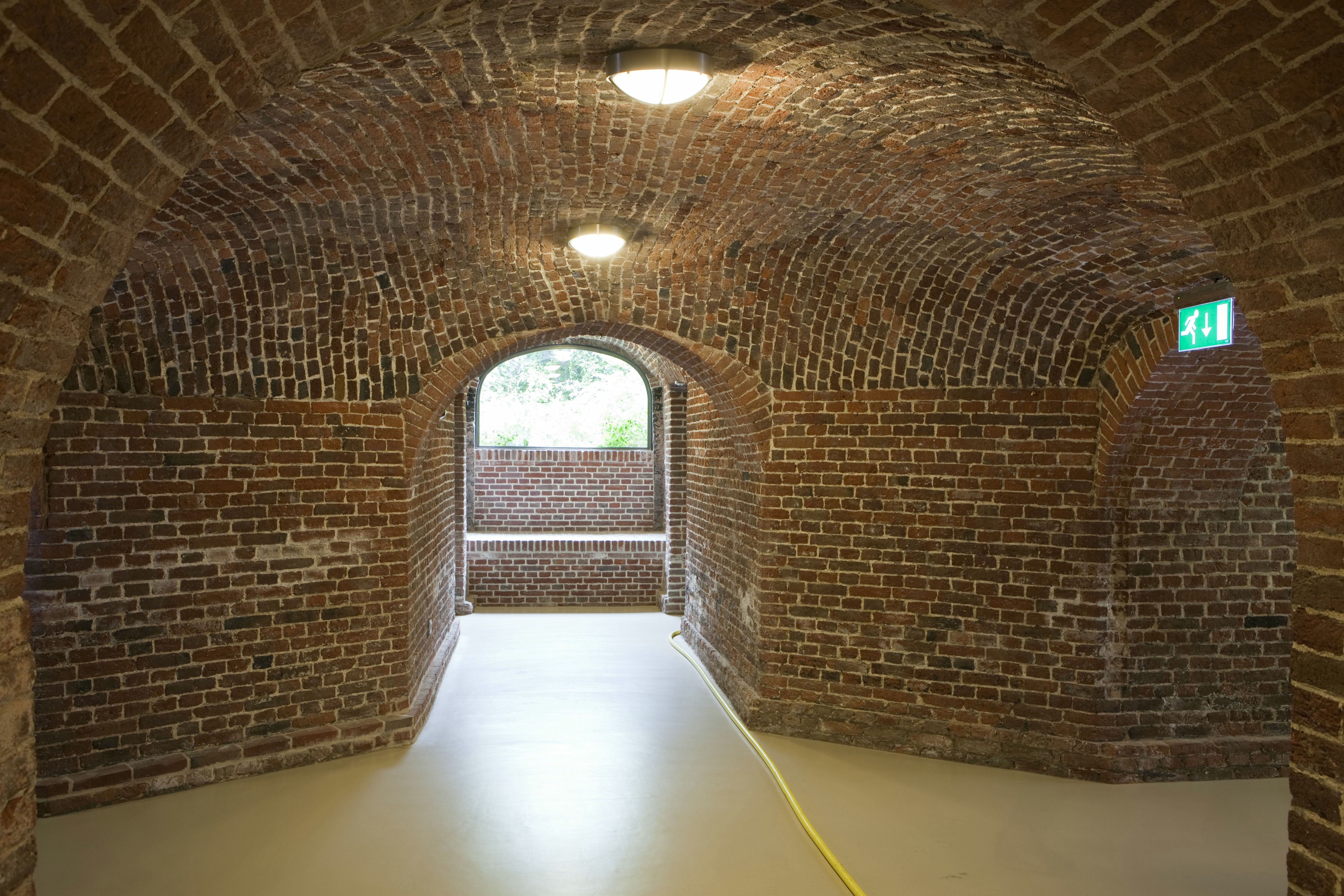
De kelder van de Bank van Lening
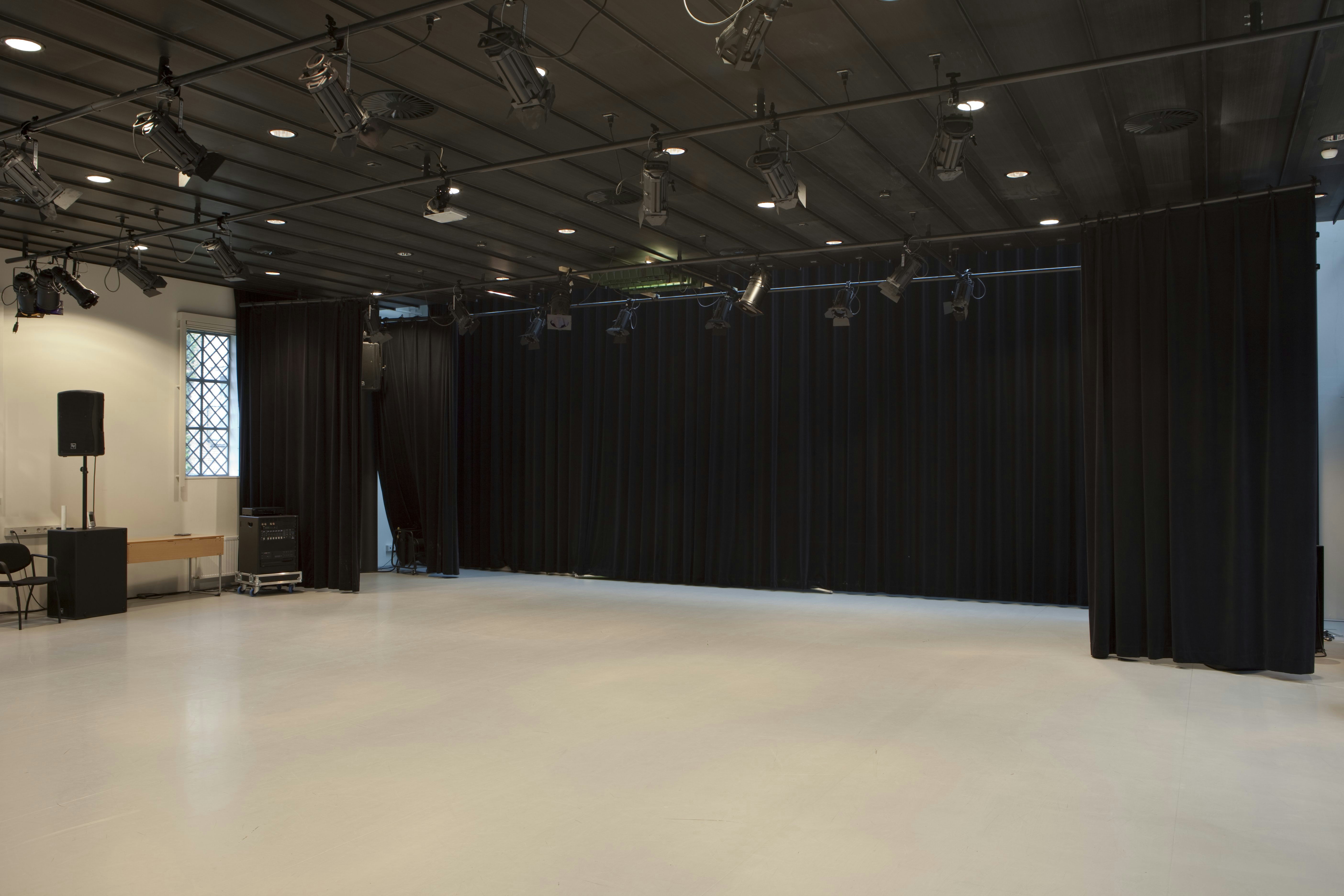
De danszaal op de begane grond
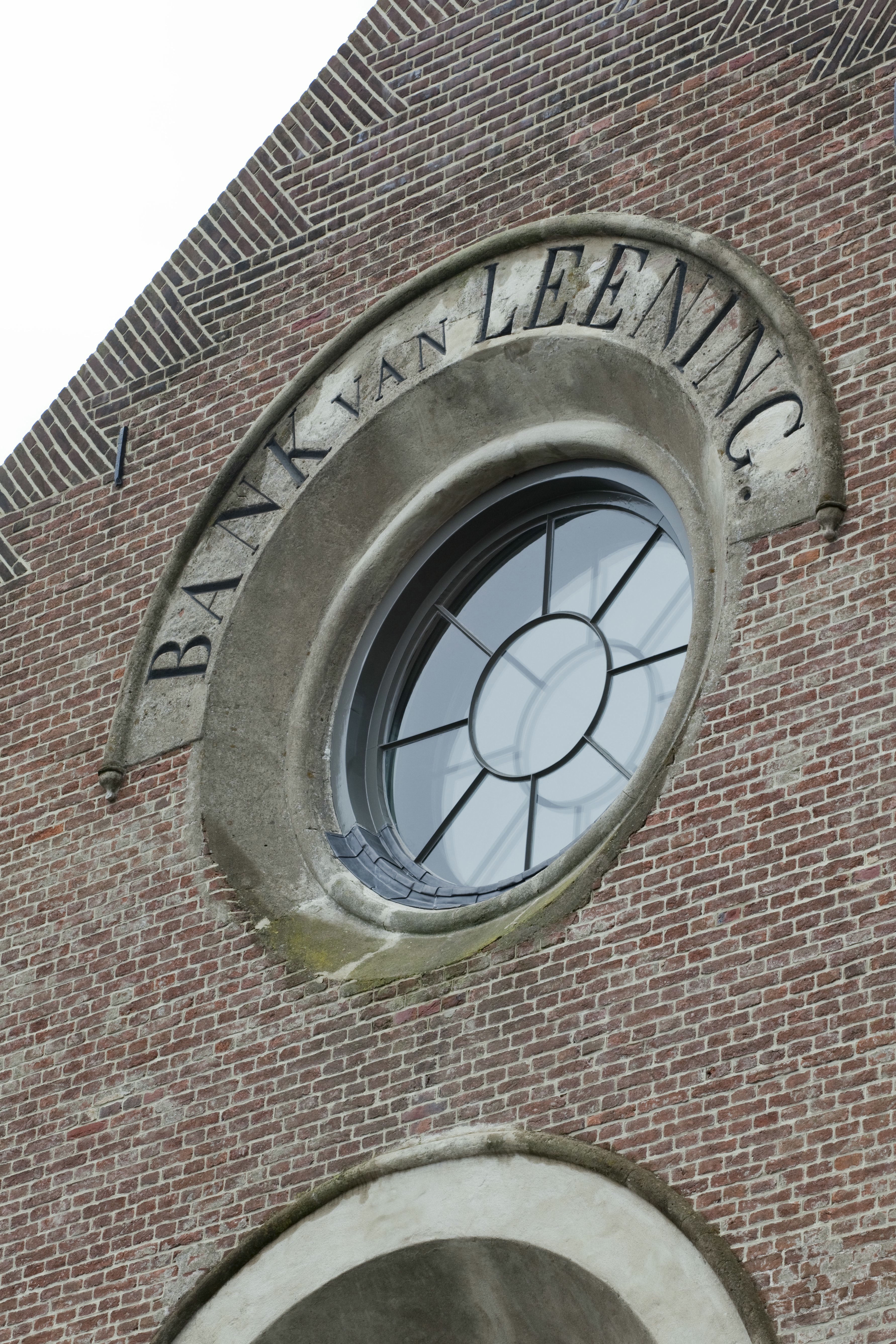
Het roosvenster boven de ingang